# هانس إرنست شنايدر
هانس إرنست شنايدر هو عداء سريع سويسري، ولد في 4 فبراير 1927، وتوفي في 14 أكتوبر 2014.

## وصلات خارجية
- هانس إرنست شنايدر على موقع أوليمبيديا (الإنجليزية)